# Беллінцона (футбольний клуб)
Футбольний клуб Беллінцона (італ. Associazione Calcio Bellinzona) — швейцарський футбольний клуб з міста Беллінцона. Клуб засновано 1904 року.

## Історія
Футбольний клуб «Беллінцона» презентує італомовний кантон Швейцарії Тічино. В клубі виступає чимало молодих італійців, оскільки більшість італійських клубів Серії А надають в оренду молодих гравців для отримання ігрового досвіду.
ФК «Беллінцона» виступав у Суперлізі з сезону 2008/09 років, вперше після вибування у сезоні 1989/90. Як фіналіст Кубку Швейцарії, команда отримала право на участь в Кубку УЄФА 08/09, клуб дійшов до першого раунду, де поступився турецькому Галатасараю.
У 2013 році перед сезоном 2013/14 футбольний клуб оголосили банкрутом. Команда була переведена в аматорську лігу, в сезоні 2014/15 повернулась до 2 Ліги.
Провівши два сезони в Першій лізі клуб повернувся до Ліги Промоушен.
З сезону 2022/23 клуб виступає в Челендж-лізі.

## Досягнення
- Чемпіон Швейцарії (1): 1948

## Єврокубки
| Рік     | Турнір     | Раунд                      | Клуб                     | Вдома | В гостях | Сумарно |
| ------- | ---------- | -------------------------- | ------------------------ | ----- | -------- | ------- |
| 2008-09 | Кубок УЄФА | 1-ий кваліфікаційний раунд | Арарат (Єреван)          | 3–1   | 1–0      | 4–1     |
| 2008-09 | Кубок УЄФА | 2-ий кваліфікаційний раунд | Дніпро (Дніпропетровськ) | 2–1   | 2–3      | 4–4     |
| 2008-09 | Кубок УЄФА | Перший раунд               | Галатасарай              | 3–4   | 1–2      | 4–6     |